# Coronel (Stadt)
Coronel ist  eine Hafenstadt im mittleren Chile, 23 km südlich von Concepción in der Región del Bío-Bío. Die Hafenstadt Coronel liegt am Golf von Arauco und hat 116.262 Einwohner (2017). Die Stadtfläche beträgt 279 km².

## Geschichte
Seit 1849 wird in den Minen um Coronel Steinkohle abgebaut.
Am 1. November 1914 kam es im Seegebiet vor der Stadt zwischen britischen und deutschen Schiffen zum Seegefecht bei Coronel.
Am 21. Mai 1960 wurde die Stadt durch ein Erdbeben zu 50 % zerstört.

## Wirtschaft
Hauptindustriezweig der Stadt ist der Abbau und die Ausfuhr von Braunkohle. Die Hafenanlagen erlauben auch sehr großen Schiffen die Verladung. Im Jahre 2003 wurden zusätzlich rund 2 Millionen Tonnen Zellulose verschifft. Seit Juni 2009 operiert der Hafen einen eigenen  Containerterminal. Hier sollen schon 2010 bis zu 200.000 TEU Standardcontainereinheiten verladen werden. Die nahegelegenen Sägewerke liefern per LKW und Bahn Schnittholz und Faserplatten, die von hier in alle Welt verschifft werden.

## Bilder

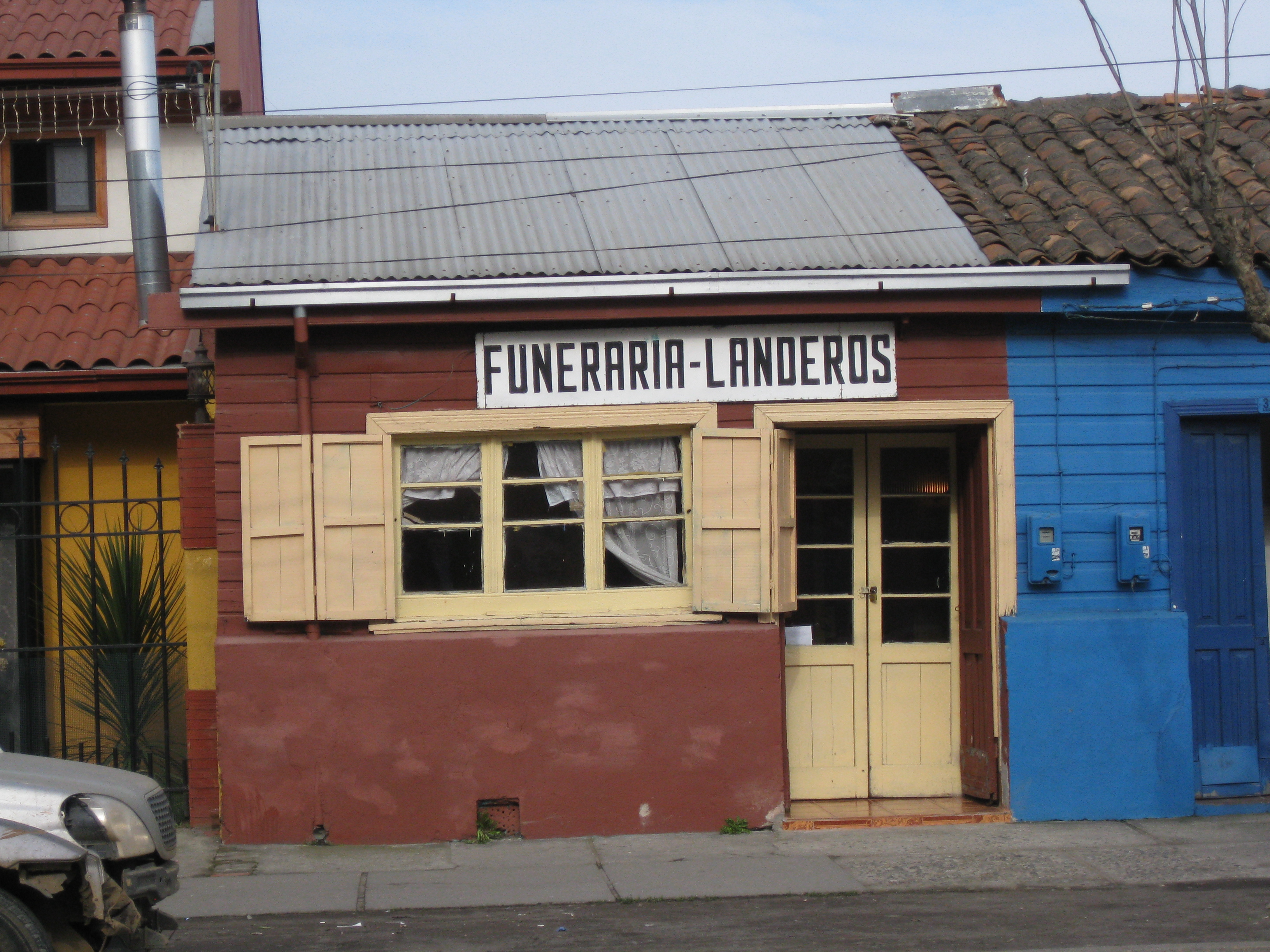
Typische Holzbauten im Zentrum von Coronel
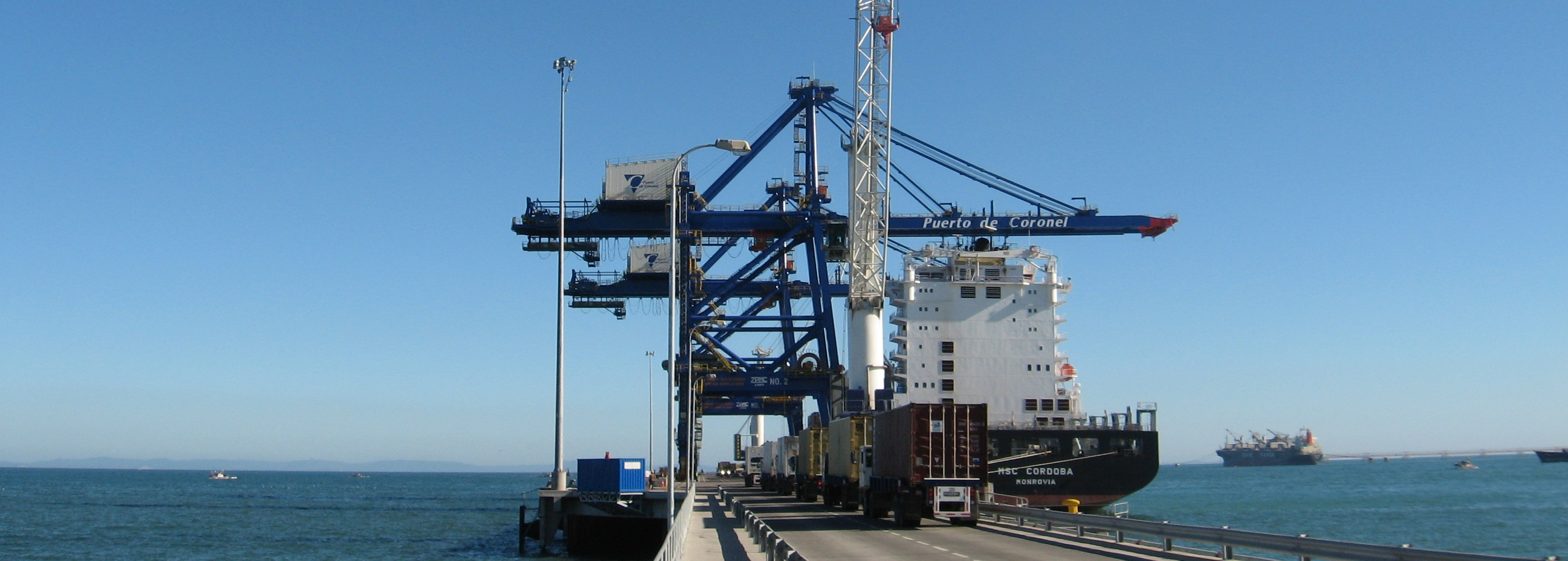
Containerterminal CCT in Puerto de Coronel

## Persönlichkeiten
- Víctor Merello (* 1952), Fußballspieler und -trainer
- Eduardo Jiménez (* 1955), Fußballspieler
- Jorge Carrasco (* 1960), Fußballspieler